# Péter római trónbitorló
Péter (latinul: Petrus) 6. század elejei trónbitorló.
Egy felkelés vezetője volt, melyet Hispánia vizigót uralkodói ellen indítottak. Amikor a vizigótok 506-ban elfoglalták Dertosa városát, Pétert elfogták és kivégezték, fejét trófeaként Saragossába küldték. A történészek semmi egyebet nem tudnak róla, de úgy tűnik, hogy ő volt a második római helytartó (Burdunellus után), aki megpróbálta megszerezni a Nyugat-Római Birodalom bukása után az Ebro völgy feletti hatalmat Hispániában.
Személyéről minden információ két kisebb forrásból származik: a Consularia Caesaraugustanából és a Victoris Tunnunnensis Chroniconból.

## Fordítás
Ez a szócikk részben vagy egészben  a   Peter (usurper) című angol Wikipédia-szócikk ezen változatának fordításán alapul.  Az eredeti cikk szerkesztőit annak laptörténete sorolja fel. Ez a jelzés csupán a megfogalmazás eredetét és a szerzői jogokat jelzi, nem szolgál a cikkben szereplő információk forrásmegjelöléseként.